# Rolha

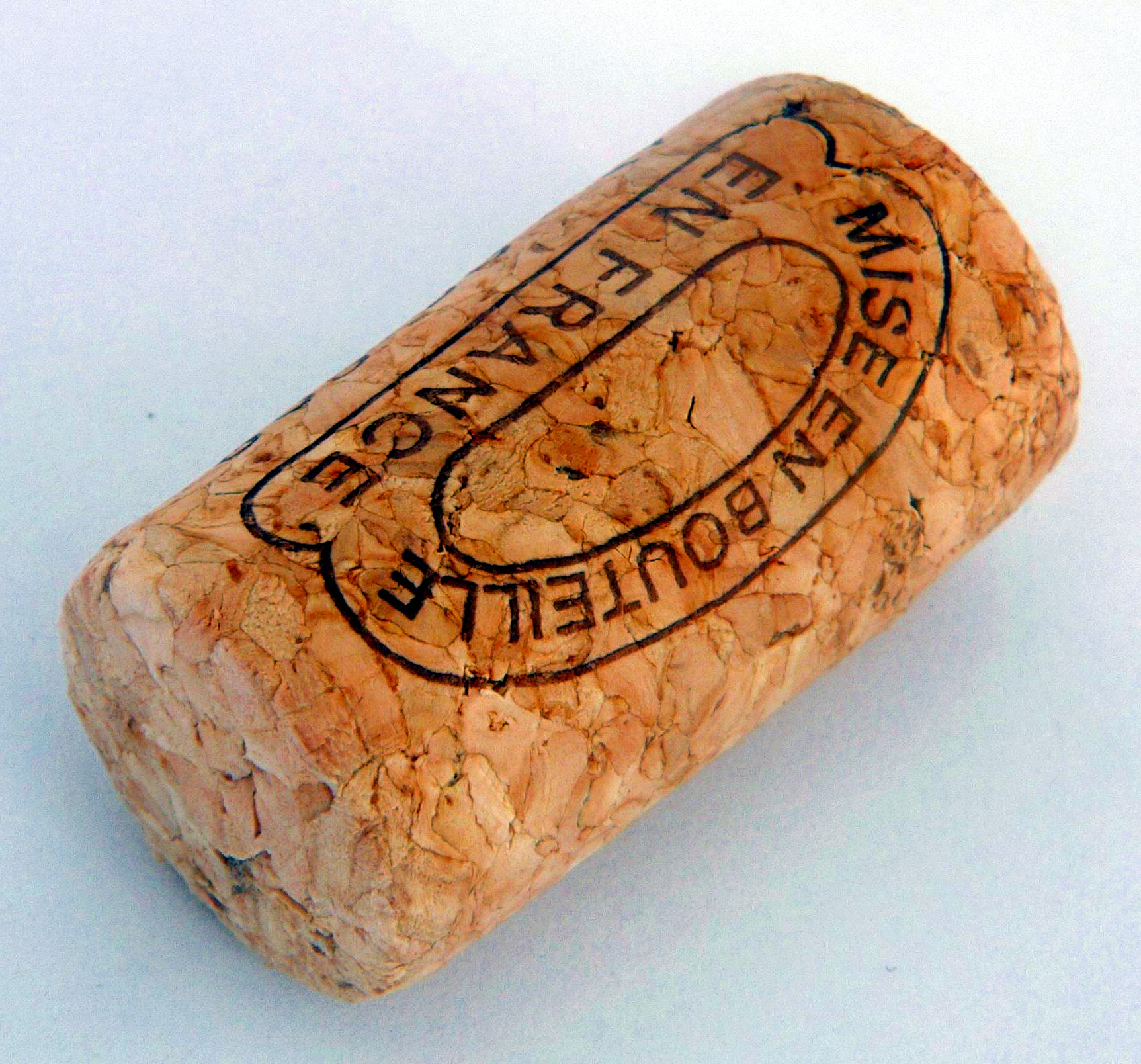
Uma rolha de vinho francês

As rolhas são peças cilíndricas usadas para tapar o gargalo ou boca de recipientes de vidro, maxime garrafas de vinho. As rolhas costumam ser tipicamente feitas de cortiça (casca do sobreiro), embora também possam ser feitas de outros materiais como borracha, plástico ou outros sintéticos quejandos.
68% da cortiça produzida no mundo destina-se à produção rolhas para vinho.
As rolhas são produzidas para vinhos e para espumantes. Esses últimos são engarrafados sob pressão, forçando as rolhas para que assumam uma forma de cogumelo. As rolhas são amarradas com uma gaiola de arame, por vezes também chamada «açaime», sendo que esta estrutura de arame retorcido é geralmente acompanhada por uma chapa metálica, onde costuma vir estampado o logótipo da marca, e no caso das garrafas de champanhe, costuma inclusive vir revestida por papel metálico.

## História

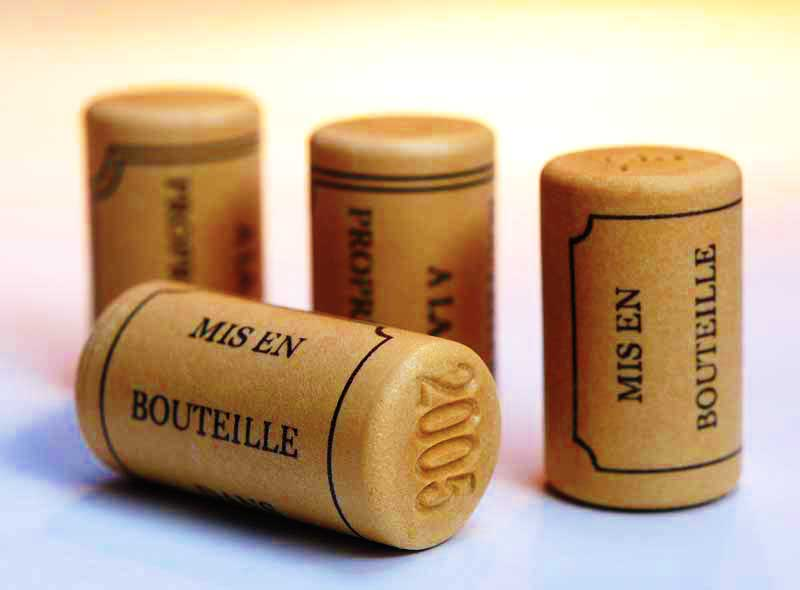
Rolhas sintéticas

O aproveitamento industrial da cortiça para fazer rolhas em grande escala só começou a esboçar-se no último quartel do século XVIII, estimulado pelo uso crescente dos recipientes de vidro no fraccionamento dos vinhos.
Até meados do século XVII, os viticultores franceses não utilizavam rolhas de cortiça, mas antes rolhas de madeira, envoltas em panos de cânhamo impregnados de óleo, por vezes, seladas com cera.
O inventor das tampas feitas de cortiça é desconhecido, sendo que a tradição popular atribui a invenção ao monge beneditino Dom Pérignon, já nos finais do séc. XVII, para arrolhar garrafas de champanhe.
No séc. XIX, no Reino Unido, surgem as primeiras máquinas de fabrico de rolhas de cortiça.
No início do século XXI, o problema do “sabor a rolha”, causado pela libertação do tricloroanisol, resultante da interação entre fungos existentes no meio ambiente e compostos utilizados no fabrico de rolhas, foi-se tornando cada vez mais prevalecente, o que levou muitos produtores a passar a optar por alternativas sintéticas. 
As tampas sintéticas de desenroscar tornaram-se especialmente relevantes na Austrália e Nova Zelândia a partir de 2010.
Para fazer frente ao problema do “cheiro a rolha” e da ascensão da popularidade das rolhas sintéticas, a indústria corticeira investiu em novas técnicas e equipamentos, a fim de mitigar a produção do tricloroanisol e começaram a promover os benefícios ambientais e económicos da cortiça.

## Produção

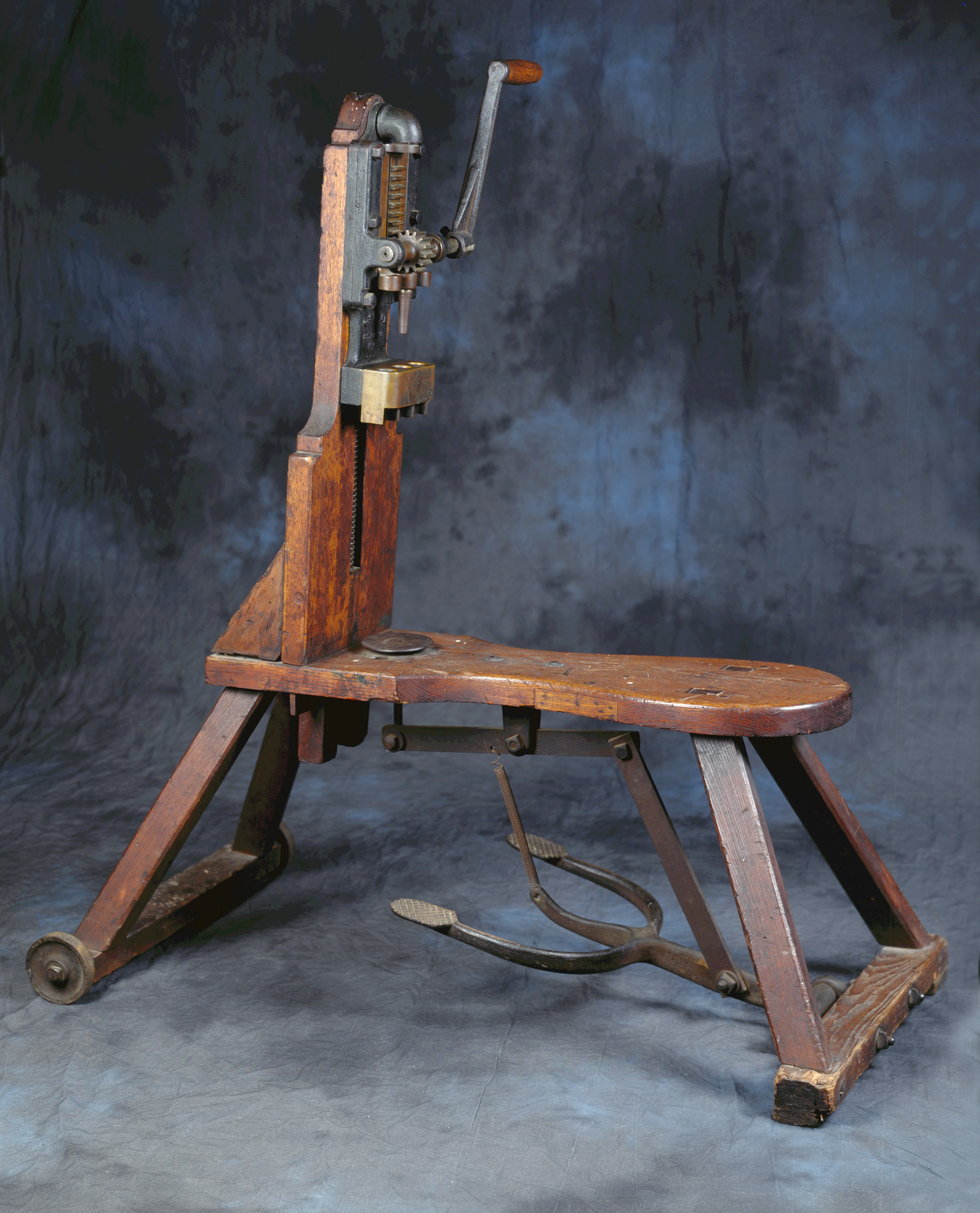
Máquina de arrolhamento manual, fabricada em torno de 1870

Como outros produtos de cortiça, as rolhas de cortiça natural derivam da casca de sobreiros (Quercus suber). A árvore é cuidadosamente descascada, e a casca é cortada em lâminas antes do processamento. O sobreiro não é cortado, e somente cerca de metade da sua casca é removida a cada vez. Os sobreiros são descascados pela primeira vez aos 25 anos, e o processo é repetido a cada nove anos. Depois da terceira operação, a casca tem qualidade suficiente para produzir rolhas para vinho.
Portugal é o maior produtor de cortiça do mundo, com 52,5%, seguido pela Espanha, Itália e Argélia. A maior parte da produção de Portugal está na região do Alentejo, com 72% da produção nacional. Da cortiça produzida no mundo, 68% se destinam a produzir rolhas para vinho.

## Parâmetros para aferir a qualidade das rolhas
No que toca à densidade, a cortiça para rolhas naturais costuma ter uma massa volúmica compreendida entre 160 kg/m3 e 220 kg/m3, embora seja possível encontrar rolhas com densidades mais baixas ou mais altas, fora daquele intervalo.
Quanto à humidade, nas rolhas de cortiça esta deverá situar-se entre os 4 e os 9%, de modo a manter o equilíbrio adequado entre  a elasticidade ideal, ao mesmo tempo que se reduz ao máximo possível o risco de desenvolvimento microbiano.
Relativamente ao tratamento da superfície, há diferentes produtos que se podem usar para o efeito,particularmente as parafinas e os silicones. Os tratamentos com parafina divisam a impermeabilização da superfície, para além de proporcionarem uma certa lubrificação. Ao passo que os tratamentos com silicone, por seu turno, têm principalmente, o objectivo de lubrificar a rolha, a fim de facilitar quer o engarrafamento, quer a abertura da garrafa. O tipo de tratamento a aplicar e a sua dosagem dependem do tipo de vinho, do tipo de garrafa, do tempo de estágio e do tipo de máquina de engarrafamento. Por exemplo, para os vinhos que precisam de um  estágio em garrafa superior a 18 meses, dever-se-á fazer primeiro um tratamento de superfície com parafinas e em seguida aplicar-se um tratamento com silicone.
No que respeita à força de extracção da rolha, este tem a tendência para ir reduzindo com o passar do tempo dentro da garrafa. Deste modo, os valores aconselhados situam-se entre os 20 e os 40 kg, nas primeiras 24 horas após o engarrafamento, sendo as concretas especificações legais, podem ser variáveis consoante o mercado de destino do produto.

## Atributos
As rolhas de cortiça são resistentes à humidade e tardam a deteriorar-se, o que ajuda no envelhecimento do vinho, proporcionando um selo impermeável. Daí que estas olhas se associem mais frequentemente aos vinhos de alta qualidade, especialmente porque as rolhas alternativas e sintéticas, por sinal mais baratas, usam-se mais comummente nos vinhos de mais baixo custo.
Dada a estrutura celular da cortiça, as rolhas naturais são facilmente comprimidas, quando se inserem na garrafa, voltando a expandir-se, por forma a selar compactamente a garrafa. O diâmetro interno do gargalo da garrafa de vidro tende a ser inconsistente e irregular, o que abona mais ao recurso às rolhas naturais, dada a sua natureza maleável e  habilidade de selar os recipientes, mesmo com contração e expansão variáveis. Num estudo de 2005 sobre a selagem das garrafas com rolhas, observou-se que 45% das rolhas mostraram algum grau de vazamento de gás durante testes de pressão, tanto no que toca às circunferências da rolha, como ao próprio corpo poroso da rolha.
Num estudo conduzido pela PricewaterhouseCoopers, contratado pelo grande fabricante Amorim, concluiu-se que as rolhas naturais de cortiça proprocionam uma selagem ambientalmente mais sustentável e responsável, em termos da avaliação do ciclo de vida anual do produto, do que as rolhas sintéticas e de alumínio rosqueado. 

## Tipos

### Rolhas de cortiça naturais (inteiriças ou unipeça)
As rolhas de cortiça natural são fabricadas com recurso a métodos de brocagem a partir de uma única peça inteiriça de cortiça. Há rolhas de cortiça com formatos cilíndricos ou cónicos. As medidas das rolhas naturais variam consoante o tipo de garrafa a que se destinam. 
|                                                | 54x24-26 milímetros | 49x24-26 milímetros | 45x24-26 milímetros | 38X24-26 milímetros | 38X22-26 milímetros | 33X21-22 milímetros |
| ---------------------------------------------- | ------------------- | ------------------- | ------------------- | ------------------- | ------------------- | ------------------- |
| Garrafa tipo Bordéus, Borgonha ou Reno (75 cl) | Sim                 | Sim                 | Sim                 | Sim                 | Sim                 | Não                 |
| Garrafa 50 cl                                  | Não                 | Não                 | Sim                 | Sim                 | Sim                 | Sim                 |
| Meia-garrafa (37,5 cl)                         | Não                 | Não                 | Não                 | Sim                 | Sim                 | Sim                 |
| Estágio prolongado                             | Sim                 | Sim                 | Sim                 | Sim                 | Não                 | Não                 |
| Estágio médio                                  | Não                 | Não                 | Não                 | Não                 | Sim                 | Sim                 |

O mais comum é usarem-se as rolhas mais compridas para os vinhos mais associados a estágios em garrafa de duração mais prolongada. Sendo certo que a qualidade de vedação ao longo do tempo depende mais do adequado diâmetro da rolha do que propriamente do seu comprimento. Idealmente deve-se usar uma rolha que, no mínimo, ultrapasse em 6 milímetros o diâmetro menor do gargalo da garrafa, de maneira a não comprimir a rolha mais de um terço do seu diâmetro ao inseri-la na garrafa, de modo a não danificar a estrutura celular da cortiça.

### Rolhas naturais multipeça
Este tipo de rolhas é fabricado a partir de duas ou mais peças de cortiça natural, que são coladas entre si, com recurso a colas próprias para poderem estar em contacto com alimentos.
As rolhas naturais multipeça são compostas por peças de cortiça de espessura mais fina, por sinal, insuficiente para o fabrico de rolhas naturais de uma peça inteiriça.
Estas rolhas pautam-se pelas suas características densimétricas mais elevadas.
No que toca às medidas mais comuns ou aos diferentes tipos de classes existentes, as rolhas naturais multipeça norteiam-se essencialmente pelos mesmos parâmetros que as rolhas naturais inteiriças. Este tipo de rolhas usa-se muito nas garrafas de grandes formatos, uma vez que essas garrafas exigem calibres de rolha maiores , os quais, por inerência, são de mais difíceis fabrico em peças inteiriças.

### Rolhas naturais colmatadas
Este tipo de rolhas naturais de cortiça caracterizam-se por se encherem os poros (chamados lenticelas) exclusivamente com pó de cortiça, a fim de rectificar o acabamento das rolhas naturais inteiriças.
A fixação do pó de cortiça nas lenticelas é concretizada com recurso a colas à base de resina e borracha naturais. Este processo, é mormente concretizado graças a produtos de base aquosa, com o fim de depurar os solventes orgânicos da colmatagem.
O processo de colmatagem cumpre as finalidades de melhorar o aspecto estético da rolha, uma vez que apresentam um visual bastante mais homogéneo, e o desempenho da rolha, visto que gozam de melhores características mecânicas.
As rolhas naturais colmatadas fabricam-se nas mais variadas formatos e dimensões. Porém, nos formatos cilíndricos, as medidas mais comuns são:  
|                                                | 49x24 milímetros | 38X24 milímetros | 38X22 milímetros | 33X21 milímetros |
| ---------------------------------------------- | ---------------- | ---------------- | ---------------- | ---------------- |
| Garrafa tipo Bordéus, Borgonha ou Reno (75 cl) | Sim              | Sim              | Sim              | Não              |
| Meia-garrafa (37,5 cl)                         | Não              | Não              | Sim              | Sim              |
| Estágio médio                                  | Sim              | Sim              | Sim              | Não              |

### Rolhas aglomeradas
Este tipo de rolha é totalmente fabricada com granulados da cortiça provindos de subprodutos da produção de rolhas naturais inteiriças.
Este tipo de rolha pode ser fabricado através de moldes individuais ou por extrusão, sendo que em ambos os métodos, a substância aglutinadora usada para coligar os granulados de cortiça, é própria para estar em contacto com alimentos. 
As rolhas aglomeradas são uma opção mais económica para garantir uma selagem perfeita da garrafa, durante por um período de tempo que não deve ultrapassar, grosso modo, os 2 anos. 
Além das vantagens económicas que representam para os vinhos de menor valor de mercado e de alta rotação, estas apresentam rolhas, ainda, a vantagem de também serem, visualmente, completamente homogéneas dentro do lote.
As rolhas aglomeradas são um produto altamente industrializado, de maneira que as categorias que se lhes aplicam são definidas com base no calibre do granulo de cortiça e da densidade final do produto. As rolhas aglomeradas são fabricadas principalmente dentro das seguintes medidas:
|                                                | 44x23,5 milímetros | 38X23,5 milímetros | 33X23,5 milímetros |
| ---------------------------------------------- | ------------------ | ------------------ | ------------------ |
| Garrafa tipo Bordéus, Borgonha ou Reno (75 cl) | Sim                | Sim                | Não                |
| Meia-garrafa (37,5 cl)                         | Não                | Não                | Sim                |
| Estágio médio                                  | Não                | Não                | Não                |

### Rolhas técnicas
As rolhas técnicas estão ideadas para engarrafar vinhos jovens e, por isso, destinados a ser consumidos, grosso modo, num prazo de 2 a 3 anos. São constituídas por um corpo denso de cortiça aglomerada (ou seja, o mesmo material de que são feitas as rolhas aglomeradas), com 2 discos de cortiça natural inteiriça colados apenas no fundo da rolha ou com um disco colado ao topo e outro ao fundo da rolha. 
Para colar os discos de cortiça, usa-se aglutinantes  próprios para estar em contacto com alimentos. Este tipo de rolhas é quimicamente muito estável e mecanicamente muito resistente, comportando-se de modo irrepreensível no que toca à torção a que é submetida nas fases de engarrafamento e abertura da garrafa.
Ademais, de acordo com o Australian Wine Research Institute, têm-se revelado excelentes vedantes, ao longo do tempo, conseguindo manter a necessária concentração de dióxido de enxofre livre na garrafa, evitando, assim, a oxidação prematura do vinho sem, porem, chegar a desenvolver aromas desagradáveis.
Os formatos mais comuns no mercado são os seguintes:
|                                                | 44x23,5 milímetros | 40 ou 39X23,5 milímetros |
| ---------------------------------------------- | ------------------ | ------------------------ |
| Garrafa tipo Bordéus, Borgonha ou Reno (75 cl) | Sim                | Sim                      |
| Meia-garrafa (37,5 cl)                         | Não                | Sim                      |
| Estágio médio                                  | Sim                | Sim                      |

### Rolhas de champanhe ou de espumante

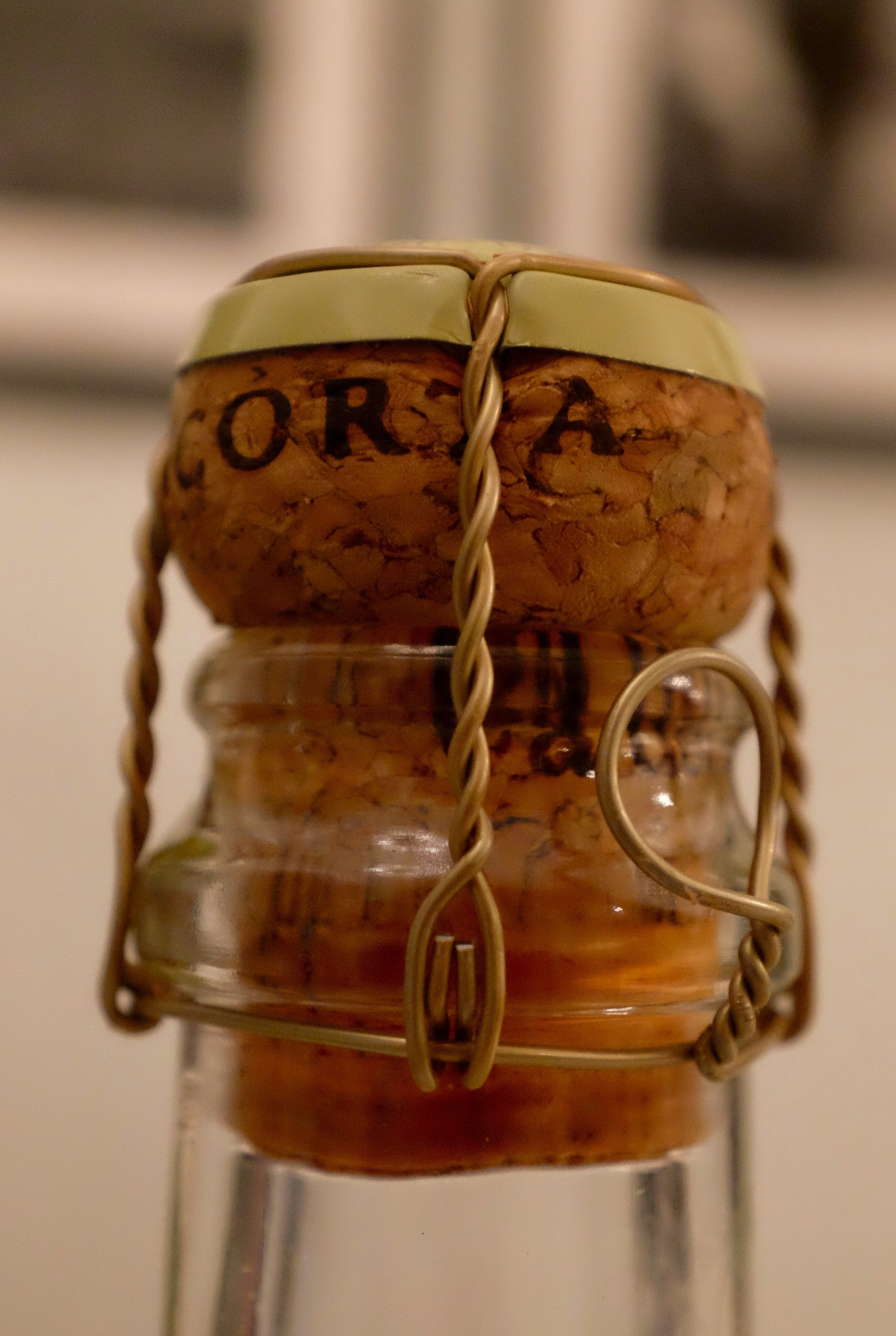
Rolha e gaiola numa garrafa de champanhe - consegue-se notar a diferença entre a rolha de cortiça aglomerada, em cima e os discos de cortiça inteiriça em baixo, dentro do gargalo.

Este tipo de rolha destina-se especialmente para vedar champanhe, vinhos espumantes ou vinhos espumosos, gaseificados e sidra. 
De um ponto de vista técnico, há autores que classificam as rolhas de champanhe como uma subcategoria ou parte da família das rolhas técnicas, uma vez que  são produzidas, seguindo o mesmo método. Isto é, estas rolhas contam com um corpo formado por cortiça aglomerada (ou seja, aglomerado de granulos de cortiça), ao qual, no fundo é  colado um, dois ou três discos de cortiça natural inteiriça.
Por isso é que estas rolhas, depois de engarrafadas tendem a assumir um formato de cogumelo, depois de serem engarrafadas. Antes da inserção, a rolha de espumante é quase 50% maior que a abertura da garrafa. Originalmente, a rolha é um cilindro e é comprimida para cerca de 60-70 por cento do seu diâmetro original, mesmo antes da inserção na garrafa. Com o tempo, a sua forma comprimida torna-se mais permanente, assumindo o icónico formato de cogumelo.
As rolhas de Champanhe têm um maior diâmetro, imprescindível para suportar as elevadas pressões existentes nas garrafas de vinhos com gás. Deste modo, estas rolhas têm geralmente 30 mm de diâmetro e 50 mm de comprimento.  Estas rolhas são amarradas com uma gaiola de arame, por vezes também chamada «açaime», sendo que esta estrutura de arame retorcido é geralmente acompanhada por uma chapa metálica, onde costuma vir estampado o logótipo da marca, e no caso das garrafas de champanhe, costuma inclusive vir revestida por papel metálico.

### Rolhas microgranuladas
Este tipo de rolha pertence a uma  nova geração de produtos de cortiça, sendo caracterizadas pelo seu corpo de cortiça aglomerada com uma granolometria específica. Este tipo de produto corticeiro de última geração pauta-se pela maior estabilidade estrutural e neutralidade sensorial. 
Os grânulos neste tipo de cortiça granulada são colados com adesivos próprios para estar em contacto com alimentos.
Este tipo de rolha destina-se a vinhos de consumo rápido, se bem que com alguma complexidade de paladares. Este tipo de rolha é fabricado mormente com 49,45-44 e 38 milímetros de comprimento.

### Rolhas capsuladas
Estas rolhas consistem numa rolha de cortiça inteiriça, a cujo topo foi colada uma cápsula, a qual pode ser feita de madeira, PVC, porcelana, metal, vidro, entre outros materiais.
As rolhas capsuladas costumam usar-se em vinhos licorosos (também chamados vinhos generosos) ou em bebidas espirituosas, os quais, quando saem para o
mercado, estão prontos a serem consumidos. Este tipo de rolha prima por ser mais facilmente reutilizável, o que é sobremaneira útil para este tipo de vinhos, que - geralmente- se destinam a não serem consumidos de uma só vez. 
Exemplos paradigmáticos dos vinhos que costumam usar esta variedade de rolha são grande parte dos vinhos do Porto; os vinhos da Madeira; Calvados, Moscatel de Setúbal; mas também, alguns uísques, vodcas, conhaques, armanhaques, brandes, licores e aguardentes.
É de salientar que, neste tipo de rolha, não há necessidade de se ultrapassar os 6 milímetros de diâmetro em relação ao diâmetro interno do gargalo da garrafa, bastando que se ultrapasse em apenas 2 milímetros, para se conseguir obter uma correcta vedação e, em simultâneo, se permitir uma fácil reutilização na garrafa.
No mercado, os formatos mais comuns apresentam as dimensões
correspondentes para os tamanhos de garrafas mais utilizados. Destarte, as medidas de comprimento mais comuns neste tipo de rolhas são: 27x20mm; 27x19,5mm; 27x18,5mm; 24x17mm (destinadas a garrafas de 20 cl); 18x13,5mm (destinadas a garrafas em miniatura).